# Echiniscus semifoveolatus
Echiniscus semifoveolatus är en djurart som tillhör fylumet trögkrypare, och som beskrevs av Ito 1993. Echiniscus semifoveolatus ingår i släktet Echiniscus och familjen Echiniscidae. Inga underarter finns listade i Catalogue of Life.